# Distria Krasniqi
Distria Krasniqi (Pejë, 10 dicembre 1995) è una judoka kosovara.

## Biografia
Agli europei di Tel Aviv 2018 ha ottenuto l'argento nella categoria dei 52 chilogrammi, perdendo in finale contro la russa Natal'ja Kuzjutina. Ha fatto parte della spedizione kosovara ai Giochi del Mediterraneo di Tarragona 2018, vincendo la medaglia d'oro, superando l'italiana Odette Giuffrida nell'incontro decisivo per la vittoria. Agli europei di Praga 2020 ha vinto il bronzo nei 48 chilogrammi. Ai mondiali di Tokyo 2019 si è aggiudicata il bronzo nei 48 chilogrammi.
Ha rappresentato il Kosovo ai Giochi olimpici estivi di Tokyo 2020, dove si è laureata campionessa olimpica nel torneo dei 48 chilogrammi, battendo in finale la giapponese Funa Tonaki. È stata la seconda medaglia d'oro olimpica della storia del Paese kosovaro. Tre anni dopo, alle Olimpiadi di Parigi, ha vinto la medaglia d'argento nel torneo dei 52 chilogrammi.

## Palmarès
- Giochi olimpici

Tokyo 2020: oro nei 48 kg.
Parigi 2024: argento nei 52 kg.
- Mondiali

Tokyo 2019: bronzo nei 48 kg.
Tashkent 2022: bronzo nei 52 kg.
Budapest 2025: argento nei 52 kg.
- Europei

Tel Aviv 2018: argento nei 52 kg.
Praga 2020: bronzo nei 48 kg.
Lisbona 2021: oro nei 48 kg.
Sofia 2022: bronzo nei 52 kg.
Montpellier 2023: argento nei 52 kg.
Zagabria 2024: oro nei 52 kg.
Podgorica 2025: oro nei 52 kg.
- Giochi del Mediterraneo

Tarragona 2018: oro nei 52 kg.
Orano 2022: oro nei 52 kg.
- Europei Under-23

Praga 2012: bronzo nei 52 kg.
Samokov 2013: bronzo nei 52 kg.
Tel Aviv 2016: oro nei 52 kg.
Podgorica 2017: oro nei 52 kg.
- Mondiali juniores

Abu Dhabi 2015: oro nei 52 kg.
- Europei juniores

Sarajevo 2013: bronzo nei 52 kg.
Oberwart 2015: bronzo nei 52 kg.

### Vittorie nel circuito IJF
| Data             | Località | Paese       | Categoria     |
| ---------------- | -------- | ----------- | ------------- |
| 27 marzo 2015    | Samsun   | Turchia     | Grand Prix    |
| 7 aprile 2017    | Adalia   | Turchia     | Grand Prix    |
| 17 novembre 2017 | L'Aia    | Paesi Bassi | Grand Prix    |
| 6 aprile 2018    | Adalia   | Turchia     | Grand Prix    |
| 9 novembre 2018  | Tashkent | Uzbekistan  | Grand Prix    |
| 15 dicembre 2018 | Canton   | Cina        | World Masters |
| 5 aprile 2019    | Adalia   | Turchia     | Grand Prix    |
| 12 dicembre 2019 | Tsingtao | Cina        | World Masters |
| 8 febbraio 2020  | Parigi   | Francia     | Grand Slam    |
| 23 ottobre 2020  | Budapest | Ungheria    | Grand Slam    |